# Gerrit Holdijk
Gerrit Holdijk (Uddel, 17 november 1944 – aldaar, 30 november 2015) was een Nederlands politicus namens de SGP.

## Biografie
Holdijk was van huis uit jurist. Als enig zoon van een moeder die met haar broer de boerderij runde – hij heeft zijn vader nooit gekend - volgde hij tot 1971 in Utrecht de hbo voor notariaat en daarnaast van 1965 tot 1971 Nederlands recht aan de Rijksuniversiteit Utrecht. Op de Veluwe behoorde hij tot de Gereformeerde Bond van de Nederlandse Hervormde Kerk, sinds 2004 de Gereformeerde Bond in de Protestantse Kerk in Nederland, waar hij sinds 1983 lid was van het hoofdbestuur. Tot op 65-jarige leeftijd was hij werkzaam in zijn zelfstandige juridische adviespraktijk.

### Politiek
Vanuit de Tweede Kamerfractie kwam in 1971 de vraag om juridische ondersteuning. Tot 2010 was Holdijk medewerker van de SGP-fractie in de Tweede Kamer waar hij tot 2015 bij elkaar 45 jaar aan het Binnenhof verbleef.
Van 11 juni 1991 tot 9 juni 2015 was Holdijk lid van de SGP-fractie in de Eerste Kamer. Hij was daarvoor reeds Eerste Kamerlid van 1986 tot 1987. Op 1 juli 1986 hield Holdijk zijn maidenspeech. In 1995 werd Holdijk fractievoorzitter, in welke hoedanigheid hij zich onder meer bezighield met Justitie, Binnenlandse Zaken en Landbouw. In 1998 stemde hij tegen de parlementaire goedkeuring van het huwelijk van Prins Maurits met de katholieke Marilène van den Broek. Als gevolg van de aanpak van de MKZ-crisis in 2001 van toenmalig D66-minister Laurens Jan Brinkhorst bij de getroffen boeren bleef Holdijk weg bij de voltrekking van het huwelijk tussen prins Constantijn en Laurentien Brinkhorst.
Bij de behandeling van het wetsvoorstel Burgerservicenummer op 10 juli 2007 verklaarde staatssecretaris Ank Bijleveld na een vraag van Holdijk, dat het nummer "beter een burgernummer had kunnen heten" omdat het een "persoonsnummer" is, en niet specifiek voor "service" is bedoeld.
Bij de Eerste Kamerverkiezingen van 2011 bleef Holdijk over als enige SGP-senator. Vanwege het constructieve standpunt van de SGP tegenover het minderheidskabinet-Rutte, werd Holdijk gezien als degene die het kabinet in de meeste gevallen aan een meerderheid in de Eerste Kamer kon helpen. Hij reageerde zelf laconiek op de hem toegeschreven sleutelpositie. Over het gedoogakkoord zei hij: "Ik heb tot nu toe dat allemaal niet zo precies gevolgd. Ik ben van professie een eenvoudige jurist en van habitus een Veluwse boer." Toch was zijn stem soms wel degelijk bepalend. Van de afspraak in het regeerakkoord om gemeentes vrij te laten in het aantal koopzondagen werd daarna althans uit regeringskringen niets meer vernomen. Ook trok de VVD haar handtekening onder de initiatiefwet voor de afschaffing van het artikel over godslastering terug.

### Ziekte en overlijden
In het voorjaar van 2014 kreeg Holdijk te horen dat hij ernstig ziek was. Hij bleef een aantal maanden afwezig uit de Eerste Kamer, maar na een geslaagde operatie en diverse kuren keerde hij terug in de senaat. Bij de Eerste Kamerverkiezingen van 2015 was hij niet herkiesbaar. Hij werd als fractievoorzitter opgevolgd door Peter Schalk.
Holdijk overleed later in 2015 op 71-jarige leeftijd in zijn woonplaats Uddel. Holdijk werd herdacht tijdens de plenaire vergadering van de Eerste Kamer op 8 december 2015.
- Biografisch Portaal: 74664646
- Gemeinsame Normdatei: 173074065
- International Standard Name Identifier: 0000 0000 4775 9998
- Library of Congress Control Number: n2007041680
- Nederlandse Thesaurus van Auteursnamen: 072432934
- Parlement.com: vg09llo0avww
- Virtual International Authority File: 1918768
- WorldCat: E39PBJhddmq9jt7vfcwqGbxkXd